# أفرو 548
أفرو 548 (بالإنجليزية: Avro 548)‏ هي طائرة تدريب مدنية، بنيت في بريطانيا عام 1920 بعد انتهاء الحرب العالمية الأولى. من صناعة أفرو. واستند تصنيعها على نطاق واسع على الطائرة العسكرية أفرو 504 ، كان أول طيران لها في 1919. صنع منها 38 طائرة.